# Додсон, Гай
Гай Додсон (англ. Guy Dodson; 13 января 1937, Палмерстон-Норт, Новая Зеландия — 24 декабря 2012, Йорк, Великобритания) — биохимик, специалист по кристаллографии белка. Основатель лабораторий структурной биологии в Университете Йорка и в Национальном институте медицинских исследований (NIMR).
Член Лондонского королевского общества (1994), Европейской организации молекулярной биологии (EMBO) (1997), Академии медицинских наук (2002).

## Биография
Гай Додсон родился 13 января 1937 года в Палмерстон-Норт, Новая Зеландия в семье инструктора пасечного хозяйства Университета Мэссей Френсиса Додсона и Молли Додсон, пчеловодов, переехавших в Новую Зеландию из Лондона в 1927 году. У Гая были две старшие сестры, Анна и Дейдре, и брат-близнец Морис.
С началом Второй мировой войны Френсис Додсон добровольно отправился священником в Новозеландскую армию. В 1944 году семья Додсонов переехала в Окленд.
В 1946 г. Гай и Морис поступили в школу Джеймса Дилуорта—оклендского филантропа, приехавшего из Ольстера. Преподаваемые в школе предметы включали английский язык, историю, математику и химию.
В 1955 году Гай и Морис поступили в Оклендский университет. Оба выбрали научные направления: Морис—математику, физику и химию, а Гай—химию и геологию.
В 1958 году Гай Додсон получил степень бакалавра, а в 1959 году—степень магистра. По окончании университета Гай поступил в аспирантуру в группу химической кристаллографии под руководством Дэвида Холла и Нила Уотерса. В 1962 году защитил докторскую диссертацию, которая была посвящена установлению структуры хлороплатинатного производного алкалоида, выделенного из растения Senecio kirkii.
В январе 1962 году Додсон переехал в Оксфорд и присоединился к научной группе Дороти Ходжкин, где работал над установлением структуры инсулина и занимался биохимическими исследованиями. Эти исследования привели к установлению структуры 2Zn-формы инсулина в 1969 году. В 1972—1976 гг. был научным сотрудником колледжа Вольфсона в Оксфорде.
В 1976 году Гай Додсон был приглашен на химический факультет Университета Йорка, где основал Лабораторию структурной биологии (YSBL). Он занимался дальнейшим изучением инсулина, а также исследованиями гемоглобина и ферментов. Эти работы включали использование подходов биоинформатики, развитие программного обеспечения, использование синхротронного излучения для установления структур и применение сайт-направленного мутагенеза для получения белков в лаборатории. В 1976 году Додсон был назначен лектором по химии, в 1985 году стал профессором.
В 1993 году Гай Додсон занял должность по совместительству в Национальном институте медицинских исследований (NIMR, Милл Хилл), где также создал группу структурных исследований и развивал структурные подходы. Милл Хилл был мировым центром исследований гриппа, его подразделения занимались также изучением паразитологии, туберкулеза и малярии, а также математической биологией.

## Научная деятельность

### Установление структуры и исследование биохимии инсулина (Оксфорд 1962—1976, Йорк 1976—2012)
Для установления структуры инсулина был использован метод множественного изоморфного замещения, суть которого заключается в модификации кристалла путем введения различных тяжелых атомов, благодаря чему становится возможным оценить фазы для каждого сигнала. В случае инсулина основная сложность заключалась в получении таких модифицированных кристаллов из-за отсутствия реакционноспособных групп для связывания с металлом и малого содержания растворителя в кристаллической решетке.
Благодаря исследованиям датской фармацевтической компании Novo Terapeutisk было известно, что кристаллы инсулина представляют собой гексамеры, которые могут существовать в двух формах: 2Zn-инсулин и 4Zn-инсулин—содержащих 2 и 4 иона цинка на гексамер, соответственно. В дальнейшем для изучения структуры была использована 2Zn-форма, дававшая лучшую дифракционную картину.
Эти исследования способствовали развитию новых идей, включая идею использования некристаллографической симметрии, разработанную Д. Блоу и М. Россманном. Один из методов решения проблемы фаз был основан на аномальном рассеянии от тяжелых атомов. Для использования этого явления были необходимы точные измерения, что привело к сбору качественных данных, а также разработке теории и соответствующего программного обеспечения. Другое важное достижение использовало метод извлечения цинка при помощи этилендиаминтетрауксусной кислоты (ЭДТА) и последующей замены его ионами других металлов, предложенный Б. Тиландером и Б. Страндбергом. Таким образом в кристаллическую решетку инсулина удалось ввести свинец и кальций для получения модификаций с тяжелым атомом. Кроме того, было получено и введено в кристалл ртуть-содержащее производное бензальдегида, а также замещенное производное фторида уранила.
Благодаря этим подходам, к началу 1969 года была получена интерпретируемая карта с разрешением 2.8Å, которая была представлена на конференции Международного союза кристаллографов (IUCr) 1969 года в Стони Брук, Нью-Йорк, США.
В последующие годы акцент исследований сместился на два новых направления.
Первое из них заключалось в уточнении структуры, для которого потребовался сбор данных высокого разрешения, а затем развитие методов уточнения структуры. В это время в научной группе активно развивали новые методы и создавали программное обеспечение. Кристаллографические программы, по мере возможности организованные в библиотеки, позднее были оформлены в ССР4.
Под руководством биохимика Дэна Мерколы, присоединившегося к лаборатории в 1970 году, было организовано второе направление, связанное со всесторонним исследованием биохимических свойств инсулина и его роли в эндокринологии и биологии с точки зрения структуры. В рамках этого направления развивались подходы биоинформатики и молекулярной динамики.
Исследования инсулина продолжились и в Лаборатории структурной биологии Йорка. С 1976 по 1988 год Дороти Ходжкин и Гай Додсон продолжали уточнять и анализировать карты 2Zn-инсулина с разрешением 1,5 Å для детального выяснения структурных особенностей.
Дальнейшие исследования, проводимые совместно с компанией Novo, были направлены на поиск наиболее подходящих для терапии инсулинов, в частности, с использованием рационального дизайна для получения более эффективных генетически сконструированных инсулинов. Это привело к получению клинически используемых мономерных инсулинов.
В 2000-е гг. Гай Додсон совместно с международной командой работал над разработкой суперактивных аналогов инсулина. Эти исследования привели к дальнейшему пониманию механизма связывания инсулина с рецептором.

### Гемоглобин
Исследование гемоглобина под руководством Гая Додсона началось в 1978 году, с приездом из Польши Зигмунта Деревенда, который совместно с Анджеем Мареком Брозозовски вырастил новую кристаллическую форму гемоглобина в аэробных условиях.
В Лаборатории структурной биологии Йорка были получены данные с разрешением 3,5 Å и определено местоположение тетрамеров гемоглобина при помощи молекулярного замещения. Полученные результаты свидетельствовали о некотором связывании кислорода в Т-состоянии гема, что было крайне интересно: это было первым примером гемоглобина, зафиксированного в переходном состоянии. Последующее изучение аллостерических путей связывания привело к длительному сотрудничеству с Максом Перутцем.
Для подтверждения предполагаемых аллостерических стадий были необходимы рентгеновские данные более высокого разрешения, которые были получены на установке синхротронного излучения LURE в Париже. Это было первое исследование структуры гемоглобина, позволившее установить, что гем в Т-состоянии является выпуклым, а не плоским.
Эти результаты вместе с расчетами молекулярной динамики позволили объяснить аллостерические эффекты связывания кислорода, что подтвердило оригинальный аллостерический механизм Перутца, но значительно обогатило его деталями.

### Исследовательские проекты по химии ферментов (Йорк, 1980—2012)
В качестве части проекта по белковой инженерии Лаборатория структурной биологии Йорка получила грант на изучение фермента пенициллин-G-ацилазы (пенициллин амидогидролаза, КФ 3.5.1.11, PGA). Фермент был клонирован и кристаллизован, и структура была полностью установлена в 1995 году Эти исследования позволили установить специфический механизм, характерный для целой группы на первый взгляд не связанных между собой ферментов, все из которых имеют каталитически активный N-концевой аминокислотный остаток и обладают необычной 4-слойной упаковкой αββα, где нуклеофил и другие каталитические группы занимают эквивалентные позиции. Это структурное надсемейство было названо Ntn (N-концевой нуклеофил) гидролазы. Исследования фермента пенициллин-V-ацилазы (PVA), проводившиеся совместно с индийскими учеными, позволили в 1999 году установить его структуру, которая, несмотря на совершенно другую последовательность аминокислотных остатков, имеет аналогичное строение каталитического центра.
В рамках сотрудничества с компанией Novozymes была исследована и в 1990 году опубликована структура гидролитического фермента липазы, которая демонстрировала классическую трипсиноподобную каталитическую триаду Ser–His–Asp с активным серином.
В обзоре, написанном совместно с А. Влодауером, Гай Додсон писал: 

Обзор этих ферментов показывает, что комбинация каталитических аминокислотных остатков кислота—основание—Ser/Thr обычно сохраняется, хотя конкретные кислота и основание могут варьироваться. Различия в последовательности и организации иллюстрируют адаптивность, которую проявляют белки с различной структурой основной цепи в стереохимии каталитических процессов.— Dodson G., Wlodawer A. Catalytic triads and their relatives // Trends Biochem. Sci., 1998, V. 23, P. 347–352.
Алфред Антсон, приехавший в Йорк в 1992 году для работы над проектом по инсулину, затем установил структуру белка, регулирующего связывание триптофана с РНК (TRAP). Это исследование продемонстрировало, что TRAP образуется за счет сборки 11 субъединиц, связанных поворотной симметрией в конструкцию «β-колеса», в которой субъединицы стабилизированы за счет образования межмолекулярных β-листов и связывания L-триптофана в бороздах между субъединицами, и позволило объяснить механизм прекращения транскрипции.

### Изучение туберкулеза и малярии (NIMR, 1993—2003)
Гай Додсон особенно интересовался изучением туберкулеза и малярии. В рамках сотрудничества с индийскими учеными проводились исследования регулирующих транскрипцию в Mycobacterium tuberculosis белков NusA, NusB and NusE и их роли как контрольных механизмов в процессе транскрипции РНК. Работы, посвященные малярии, включали в основном структурное исследование белков, участвующих во внедрении возбудителя малярии Plasmodium falciparum в эритроциты.

### Исследования по молекулярной динамике (Йорк, 2003—2012)
После 2003 года Гай Додсон активно занимался изучением биохимических механизмов с точки зрения механистических и динамических аспектов структуры и функций белка. Эти работы проводились совместно с доктором Чандрой Верма и были основаны на компьютерном моделировании с учетом структуры воды, а также конформации белка.

## Педагогическая деятельность, научное руководство, публикации
Гай Додсон был руководителем 21 аспиранта в Лаборатории структурной биологии Йорка (YSBL). С 1976 года читал лекции по химии в Университете Йорка.
Под его руководством работали многие биохимики и кристаллографы, включая Зигмунта Деревенда, Анджея Марека Брзозовски и Гидеона Дэвиса.
Гай Додсон был автором (и соавтором) более 200 публикаций.

## Работа в научных обществах, общественная и политическая деятельность
Гай Додсон работал во многих научно-исследовательских комитетах и наблюдательных советах BBSRC и MRC, а также советах по синхротронам. В 1995 году Гай стал Председателем Комиссии Международного Союза Кристаллографии (IUCr) по биологическим молекулам. Также он был директором фонда Фельдберга по научному обмену Германии и Великобритании для экспериментальных медицинских исследований.
Гай Додсон был одним из представителей родителей в управляющем совете школы с 1976 году. Он помогал в переводе школы на единую систему смешанной общеобразовательной средней школы.

## Премии и награды
- Лектор Лоренса, Британская ассоциация диабета (1977)
- Медаль Кратоса по структурной химии, Королевское химическое общество (1991)
- Член Королевского общества (1994)
- Член EMBO (1997)
- Член Академии медицинских наук (2002)
- Почетный член Индийской академии наук (2003)
- Иностранный член Индийской национальной академии наук (2004)

## Семья
В 1965 году Гай женился на Элеоноре Макферсон. У них было четверо детей: Ричард, Филип, Виктория и Томас.

## Личные качества
Основными чертами Гая Додсона были неиссякаемый энтузиазм, глубокое увлечение структурными исследованиями белков и его талант руководителя. Он активно занимался организацией сотрудничества во многих проектах, включая международное взаимодействие. Он быстро заводил новых друзей и получал большое удовольствие от совместной работы над общими задачами с талантливыми и интересными людьми всех национальностей.

## Увлечения
Гай Додсон всю жизнь увлекался историей.
В школе Гай и его брат Морис много занимались спортом. Гай был капитаном Первой крикетной команды 11 класса. Он планировал матчи в мельчайших деталях, использовал все возможности команды и вдохновлял остальных игроков своим стремлением к победе. В его выпускном классе их команда выиграла первенство школ Окленда по крикету.
Также в школе Гай Додсон много времени проводил в химической лаборатории и увлекался экспериментами со взрывами.

## Коллеги о Гае Додсоне
Гай Додсон обладал блестящими организаторскими способностями. Джон Катфилд писал после его смерти: 
Оглядываясь назад, мы понимаем, как тяжело и успешно Гай работал для того, чтобы свести вместе людей, проекты и финансирование. Постоянная череда заявок на гранты, набор людей, руководство, написание и рецензирование статей, участие в бессчетном количестве встреч, конференций и т.д. Он не покладая рук работал, чтобы поддерживать людей, и мы считаем, что нам очень повезло работать в такой научной группе.

Коллеги высоко ценили научный энтузиазм Гая Додсона. Майкл Блэкман, впоследствии руководитель группы в NIMR, занимавшейся исследованием механистических основ внедрения возбудителя малярии в клетку хозяина, так отзывался о нем в своем письме: 
С первых недель своего пребывания в NIMR Гай был источником неисчерпаемого вдохновения.